# Traité franco-belge de 1845
En 1830, la Belgique obtient son indépendance vis-à-vis du Royaume des Pays-Bas. Dans les années qui suivent, le nouveau royaume de Belgique entretient de bonnes relations avec la France. Au début des années 1840, la Belgique avait signé un traité avec la France établissant une Union douanière entre les deux pays. Ce traité avait été condamné par le gouvernement britannique. En 1845, le ministre français des Affaires étrangères, François Guizot, et son homologue belge, Adolphe Dechamps, signent un traité remplaçant cette Union douanière par des tarifs mutuels.